# Calamus distentus
Calamus distentus är en enhjärtbladig växtart som beskrevs av Karl Ewald Maximilian Burret. Calamus distentus ingår i släktet Calamus och familjen Arecaceae. Inga underarter finns listade i Catalogue of Life.